# 李三儿
李三儿（?—?），东阳郡（郡治金华县，今浙江省金华市）人，隋末民变浙江起义领袖。
隋炀帝大业九年（613年）九月二十六丁酉日，东阳郡人李三儿、向但子举兵造反反抗隋朝，拥众万余人。当时东阳郡下辖金华县、乌伤县（今浙江省义乌市）、永康县（今浙江省永康市）、龙丘县（今浙江省龙游县）、信安县（今浙江省衢州市）、定阳县（今浙江省常山县东招贤镇）。